# 母里友信
母里友信（日语：／ Mori Tomonobu，1556年—1615年7月1日）是日本安土桃山時代至江戶時代初期武將。黑田氏家臣。本姓曾我氏。父親是播磨國妻鹿的國人曾我一信。妻子是大友宗麟的女兒。通稱太兵衛、多兵衛。
槍術優秀，作為剛力的勇將而為人所知，與栗山利安一同擔任黑田軍先手兩翼的大將。黑田二十四騎、黑田八虎之一。在福岡縣福岡市的民謠「黑田節」中，有打賭喝酒而獲得福島正則的名槍「日本號」的逸話。
名字中的姓氏因為是讀作而被江戶幕府的文書等誤記作「毛利」，而實際上因為有一段時期曾改姓「毛利」而被記作「毛利但馬」「毛利太兵衛」。而在黑田家中正式的讀音是，在福岡縣內（福岡市博物館等）到現在亦是這樣讀。
一說指母里氏與出雲國尼子氏有關連（亦有說法指，出自出雲國母里〔望里〕，從《出雲國風土記》的時代開始是島根縣安來市的地名）。播磨國人，本貫被認為是現在的兵庫縣加古郡稻美町母里。

## 生平
在弘治2年（1556年）出生。幼名萬助。父親一信仕於在播磨國持有勢力的小寺氏，是黑田職隆的與力。因此友信在永祿12年（1569年）出仕於職隆的兒子黑田孝高（如水）。對在青山土器山之戰中奮戰後一族24人（母里小兵衛・武兵衛等人）全部戰死的母里家斷絕感到可惜的孝高，向母親是母里氏的友信賜予母里姓，於是改名為母里太兵衛。
在天正元年（1573年）的印南野合戰的初陣以來，經常擔任先鋒而活躍著。天正6年（1578年），突然向織田信長翻起叛旗的荒木村重囚禁著主君孝高之際，為忠誠起誓而在『留守中連著起請文』中寫下名字。之後亦跟隨孝高在中國、四國轉戰，在天正15年（1587年）正月開始的九州征伐中，在進攻豐前宇留津城時立下一番乘（第一個攻入城中）的戰功，在孝高進入豐前國後被賜予6千石。
在文祿慶長之役中亦跟隨孝高的兒子黑田長政從軍。歸國後的慶長3年（1598年），與栗山利安和井上之房一同負責宇佐神宮的造營。慶長5年（1600年），在關原之戰中跟隨欲取得九州的如水，降伏在豐後國蜂起的義兄大友義統等，立下許多功勞，後來在長政由豐前中津18萬石加增移封到筑前國名島52萬石之際拜領筑前鷹取城1萬8千石。在一生中取得76個首級，為家中最多的武將。
慶長11年（1606年），在後藤基次出奔後，被移其領地並成為益富城城主。在這段時期，受長政賜予「但馬守」的稱號。在江戶城普請之際，負責天守台石垣，完成後受德川家康賜予刀，不過在書狀中被誤記為「毛利」，受長政命令，以後改名為毛利但馬守友信。慶長13年（1608年），與桐山信行一同整備長崎街道的冷水峠。
在慶長20年6月6日（1615年7月1日）死去。享年60歲。法名是麟翁紹仁。墓所在福岡縣嘉麻市大隈的麟翁寺。而在福岡城二之丸側，以前在天神附近的友信屋敷長屋門被移築，被指定為福岡縣文化財產。

## 逸話

### 黑田節
民謡黑田節大致上的內容：

在文祿慶長之役休戰期間，作為黑田長政的使者，前往逗留在京都伏見城的福島正則之下，在正則的屋敷中被勸酒。友信在黑田家中是被喻為「鯊魚」的酒豪，但是因為有使者的任務而固辭。但是同是酒豪的正則則說「把酒喝光的話就讓你拿走喜歡的獎勵」（飲み干せたならば好きな褒美をとらす），更說出黑田武士不能喝酒，醉了就什麼都做不到等等貶低黑田家名的說話。
此時友信馬上接受，並以大杯一口氣喝下數杯酒，並向正則提出，獎勵是要正則從豐臣秀吉拜領的名槍「日本號」，正則一時大意，但是仍說「武士無二言」（武士に二言は無い）並拿出獎勵，因此亦有了「呑取日本號」（呑取り日本号）的異名，作為越天樂（筑前今様）的一節「黑田節」，成為顯示黑田武士的男子氣概的逸話而廣為人知。
在後來的慶長之役中，陷入困境的友信被後藤基次所救而把日本號送給基次（這是故事而不是史實），基次在出奔之際把日本號送回母里家，之後經過很長時間直到大正時代。後來經黑田家等擁有者一輪轉手後，現在被寄贈在福岡市的福岡市博物館，在廣島城中展示仿製品。

### 鷹取城
成為鷹取城城主時，向主君黑田長政請求加強城池的石垣之際，長政回答「因為不是長期持有的城池，浪費人力是無用的」（」，這時友信說「真是完全不想當如此短暫的城主」（そんな一時的な城の城主となるのはまっぴら）並馬上避席。不過長政向栗山利安説明「敵人應該是細川忠興並從小倉城來的吧。這個支城是在福岡城的援軍到來之前用來籠城，如果是友信如此人物守著堅固的城池的話，是不需要浪費人力的」（敵は細川忠興であり小倉城より来るであろう。この支城は福岡城よりの援軍が来るまでの籠城用であり、しかも友信ほどの者であれば堅固に城を守るので、人力をついやすのは不要だ），從利安口中得知此事的友信憤怒地說「如此間接地說的話不好。最初就這樣說的話不是就好了嗎」（遠まわしに言うほうが悪い。最初からそう言えばいいではないか），不過受到利安叱責，於是友信馬上成為鷹取城的城主。
在鷹取城後的福智山，参勤交代而前往江戶的途中有眺望富士山的地方，有人說富士山「又高又美，是日本第一的山阿」（高く、美しく日本一の山だ）。聽聞此事的友信說「沒有這種事。我國（筑前國）的福智山比富士山更高更美。這才是日本第一的名山阿」（そんなことはない。わが国の福智山は富士山よりも高くて美しい。日本一の名山だ），在周圍知道友信這一主張的人亦認為是這樣，到以後死去為止，友信都認為福智山是日本第一。

## 人物
- 嫡男吉太夫在慶長2年（1597年），與為了探望身在朝鮮的父親孝高和哥哥長政而渡海前往朝鮮半島的黑田熊之助同行，途中遇到暴風，所乘的船沉沒，於是與熊之助、加藤吉松（黑田一成的弟弟）、木山紹宅一同死去，享年16歲。

- 平成26年（2014年），為記念福岡城築城4百年，友信的子孫母里忠一在麟翁寺奉納柳生新影流兵法。忠一曾經營居酒屋，後來專注於新影流文化的推廣活動。

- 在年輕時，受主君如水的命令，與第一家老栗山利安交換結為義兄弟的誓紙。在如水死前，向二人笑著說「這是當時的誓紙。我想本來現在應該還給你們，不過因為是把約定守至最後、可靠的誓紙，我想一直帶到冥土。在我死後，將其當作護身符並放進棺中吧」（これはあの時の誓紙。本来なら今はもう返すべきだと思うが、最後まで約束を守ってくれた頼もしい誓紙だから冥土まで持って行こうと思ってる。自分が死んだら、お守りとして棺の中に入れておいてくれ），並把誓紙放到懷中（『古鄉物語』）。

- 在兵庫縣推廣酒業的「はりま酒文化ツーリズム（日语：はりま酒文化ツーリズム）」，以友信為原型，創作出的角色。

## 登場作品
小說
- 小說 母里太兵衛（学陽書房、羽生道英（日语：羽生道英）著）

影視劇
- 国盜物語（日语：国盗り物語 (NHK大河ドラマ)）（1973年、NHK大河劇、演：高津住男）
- 戰國疾風傳 二人軍師（日语：戦国疾風伝 二人の軍師 秀吉に天下を獲らせた男たち）（2011年、TX、演：本田大輔）
- 軍師官兵衛（2014年、NHK大河劇、演：速水茂虎道）

歌謠
- 名槍日本號 黑田的武士（唱：三波春夫）

## 外部連結
- 母里太兵衛と名槍「日本号」 | ひすとりびあ （页面存档备份，存于）
- 官兵衛の | kanvee.com
- 黒田藩傅　柳生新影流兵法　荒津会（麟翁寺）奉納演武 （福岡県） - YouTube （页面存档备份，存于）
- 学びの輪 晴好夜学 | 晴好 HARUYOSHI